# 盧森堡圍城戰 (1794年-1795年)
盧森堡圍城戰發生於1794年11月至1795年6月，是第一次反法同盟的一場決定性的圍城戰。儘管法軍未能攻破這座被譽為世界上最好的要塞，但要塞在七個多月後被迫投降。
佔領盧森堡使得法國成功將南尼德蘭併入法國。盧森堡大部分地區成為森林省的一部分，該省成立於1795年10月24日。

## 註腳
1. ↑  Lefort, Alfred.  50. Luxembourg: Worré-Mertens. 1905: 21  [27 January 2014]. （原始内容存档于2022-04-07）.
2. ↑  Lefort (1905), pp. 69-71
3. 1 2  Kreins (2003), p.64
4. ↑  Kreins (2003), p.64–5